# Nova Rock Festival
Le Nova Rock Festival, souvent abrégé Nova Rock, est un festival autrichien de heavy metal et de hard rock ayant lieu chaque année depuis 2005 à Nickelsdorf (Hegyeshalom en hongrois) dans le Burgenland, le plus à l'est des états autrichiens, près des frontières hongroise et slovaque. Il est organisé par Nova Music Entertainment.

## Programmation

### Années 2000

#### 2005
Du 9 au 12 juin :
Die Ärzte, Audioslave, Bad Acid Trip, Beatsteaks, Boysetsfir, Core, Green Day, In Extremo, La Vela Puerca, Mando Diao, Marilyn Manson, Moneybrother, Nightwish, The Prodigy, System of a Down, Weezer, Wir sind Helden.

#### 2006
les groupes officiellement annoncés étaient:
Guns N' Roses, Placebo, Metallica, Tool, Massive Attack, Motörhead, Madsen, Billy Talent, Hard-Fi, Guadalajara, Seeed, Bodyrockers, She Male Trouble, Sportfreunde Stiller, Lagwagon, Subway to Sally et Julia.
Korn devait jouer à Nova Rock mais a annulé, tout comme le Nova Rock Encore, un concert où ils devaient jouer avec Deftones, Soulfly et Devildriver.

#### 2007
Du 15 au 17 juin :

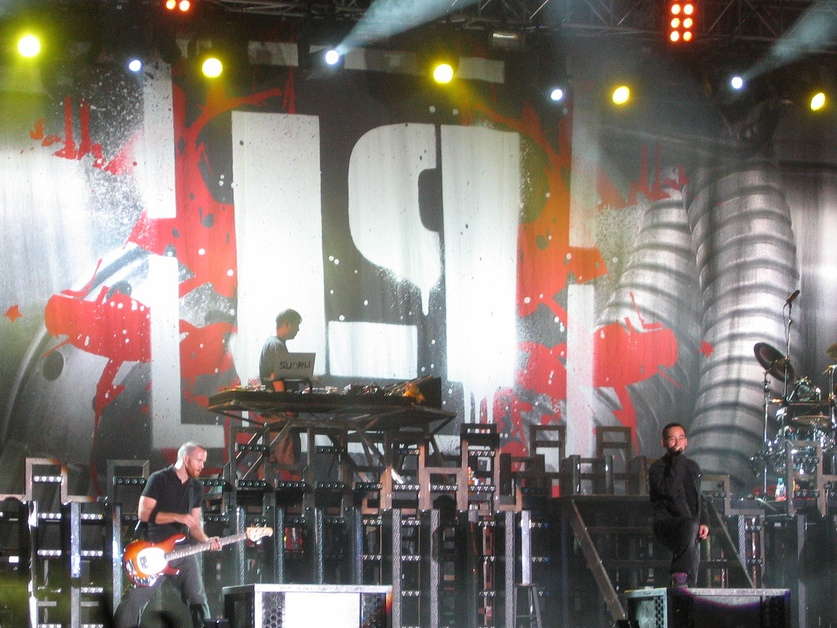
Linkin Park, Nova Rock Festival 2007

Within Temptation, Pearl Jam, The Smashing Pumpkins, The Killers, Machine Head, In Flames, Marilyn Manson, Papa Roach, Linkin Park, Incubus, The Used, Slayer, Billy Talent, Mando Diao, The Hives, Me First and the Gimme Gimmes, Children of Bodom, Inly Hest, Peeping Tom, Flogging Molly, Mastodon, Thirty Seconds to Mars.

#### 2008
Programmation :
- Rage Against The Machine, Die Ärzte, The Verve, Sex Pistols, Judas Priest, Incubus, Motörhead, Beatsteaks, Kid Rock, NOFX, MIA., Cavalera Conspiracy, In Flames, Rise Against, Bullet For My Valentine, Gavin Rossdale, Disturbed, Bad Religion, Jonathan Davis, Porcupine Tree, Subway to Sally, New Model Army, Alter Bridge, Ash, Anti-Flag, Opeth, Enter Shikari, The Weatherthans, Hundred Reasons, Rose Tattoo, Carbon/Silicon, The Godfathers, Airbourne, Donots, Panteón Rococó, Guadalajara, Melee, Skindred, Jaguar Love, Black Toe, Sonic Syndicate, From First To Last, Volbeat, Alpha Galates, Sunshine, Kill Hannah, Die Mannequin, Zox, Fire in the Attic, The Sorrow, Vanilla Sky, .sPout.

#### 2009
Programmation :
- Metallica, Die Toten Hosen, Placebo, Faith No More, Slipknot, Nine Inch Nails, Limp BIzkit, Machine Head, Kaiser Chiefs, Guano Apes, Disturbed, Dimmu Borgir, Chris Cornell, In Extremo, Killswitch Engage, Gogol Bordello, Staind, Chickenfoot (Satriani, Hagar, Smith, Anthony), Dredg, Monster Magnet, Trivium, Madsen, Sunrise Avenue, Mastodon, The Gaslight Anthem, Less Than Jake, Duff Mc Kagan's "Loaded", Sevendust, Black Stone Cherry, Dir En Grey, Static X, All that Remains, Lacuna Coil, Sonic Syndicate, Expatriate, Atrocity, 3 Feet Smaller, The Living End, Caliban, Julia, Eisbrecher, Kilians, August Burns Red, Zeronic, Bring Me The Horizon, The Durango Riot, And So I Watch You From Afar, The Temper Trap, No Head On My Shoulders, Centao, Drumatical Theatre, Kontrust, Xenesthis, Rolo Tomassi

### Années 2010

#### 2010
Programmation :

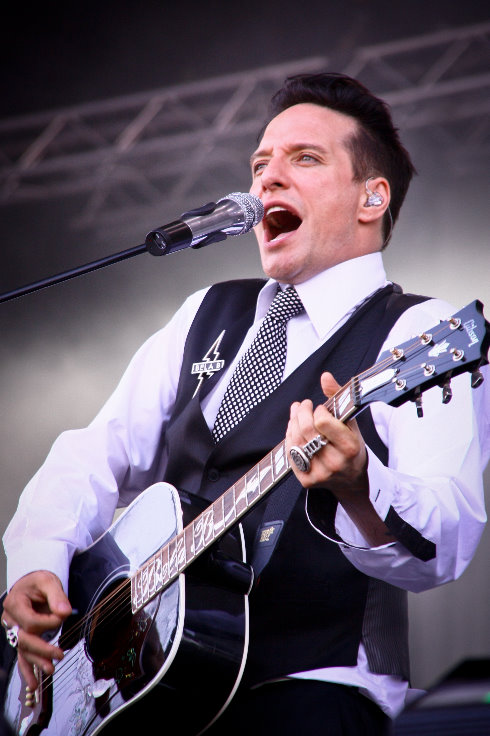
Bela B., Nova Rock Festival 2010

- Rammstein, Green Day, Beatsteaks, The Prodigy, Deichkind, Wolfmother, Slash, Sum 41, Joan Jett & The Blackhearts, Slayer, Sportfreunde Stiller Unplugged, Stone Temple Pilots, Deftones, Ska-P, Bullet for my Valentine, Kate Nash, The Hives, Alice in Chains, Stone Sour, Airbourne, Hatebreed, Enter Shikari, As I Lay Dying, Subway to Sally, Amon Amarth, Bela B, Heaven Shall Burn, Unearth, Danko Jones, Bauchklang, Hot Water Music, Alkbottle, Hellyeah, Russkaja, 36 Crazyfists, Flyleaf, Dillinger Escape Plan, Skindred, The Get Up Kids, Zebrahead, Saint Lu, Negative, Datarock, A Day To Remember, Bleeding Through, The Sorrow, Job For A Cowboy, Cynic, Admiral Freebee, Calibro 35, Creature with the Atom Brain, Redlightsflash, U.V.M.

#### 2011
Programmation :
- Iron Maiden, System of a Down, Linkin Park, Volbeat, Korn, Flogging Molly, In Flames, Social Distortion, Pendulum Live, Alter Bridge, Boysetsfire, The Sounds, Cavalera Conspiracy, Hammerfall, Bring me the Horizon, Sick of it all, Duff McKagan's "Loaded", Times of Grace, Kingdom of Sorrow, Katzenjammer, Escape the Fate, Alesana, Turisas, Framing Hanley, Architects, Asking Alexandria, Kellermensch

#### 2012
Programmation :
vendredi 8 juin :
- Linkin Park, Rise Against, Marilyn Manson, The Offspring, The Baseballs, Within Temptation, Refused, Lamb of God, The Gaslight Anthem, Steel Panther, Killswitch Engage, Lagwagon, August Burns Red, Devildriver, The Answer, Shinedown, Royal Republic, Gun, .sPout, The Sorrow, Hoffmaestro

samedi 9 juin :
- Die Toten Hosen, Limp Bizkit, Billy Talent, Machine Head, Cypress Hill, Kasabian, Dimmu Borgir, Opeth, Everlast, Schandmaul, Eisbrecher, Hatebreed, Biohazard, Puddle of Mudd, Triggerfinger, While She Sleeps, WBTBWB, Livingston, Pulled Apart by Horses, Guadalajara, Kobra & The Lotus

dimanche 10 juin :
- Metallica, Nightwish, Evanescence, Slayer, The Bosshoss, Corey Taylor, Mastodon, Turbonegro, Trivium, As I Lay Dying, Mad Caddies, Oomph!, Russkaja, Awolnation, Cancer Bats, Gojira, Devin Townsend Project, The Computers, Axewound, Hardcore Superstar, Mambo Kurt

#### 2013

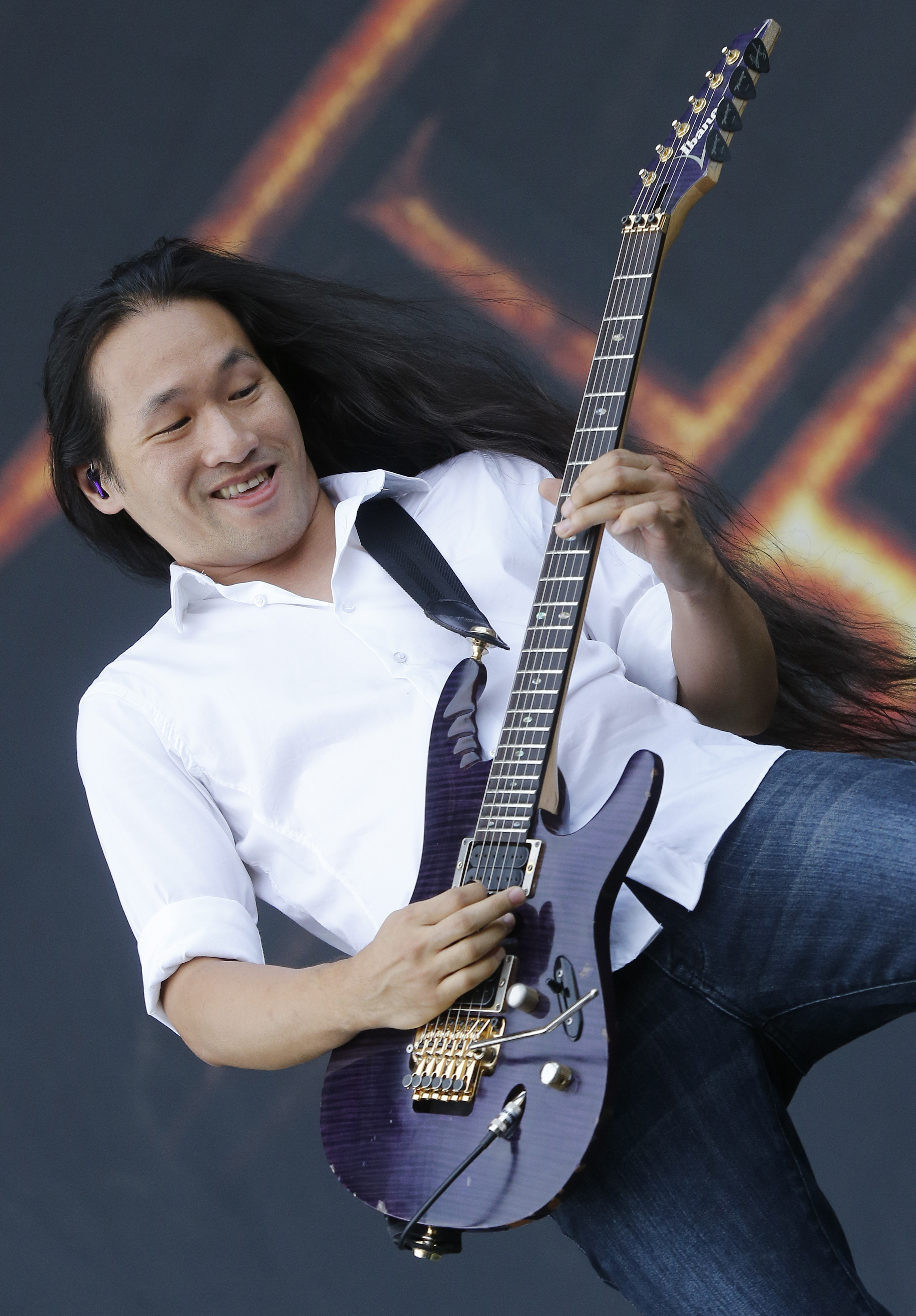
Herman Li, guitariste de DragonForce, Nova Rock Festival 2013

Programmation :
| Blue Stage              | Red Stage              | Red Bull Stage    |
| ----------------------- | ---------------------- | ----------------- |
| Heaven's Basement       | The Ghost Inside       | Niie              |
| Hell Yeah               | Gallows                | Loxodrome         |
| Testament               | P.O.D.                 | Kitty in a Casket |
| Kreator                 | Coal Chamber           | Wallis Bird       |
| Five Finger Death Punch | Anti Flag              | Wallis Bird       |
| Sabaton                 | A Day To Remember      | Wallis Bird       |
| Airbourne               | Within Temptation      | Wallis Bird       |
| Rammstein               | Thirty Seconds to Mars | Wallis Bird       |

| Blue Stage      | Red Stage                        | Red Bull Stage   |
| --------------- | -------------------------------- | ---------------- |
| The 69 Eyes     | The Bots                         | A Moment Forever |
| Amaranthe       | Ohrbooten                        | All Faces Down   |
| Cradle of Filth | Bosse                            | Saint Lu         |
| Dragonforce     | IAMX                             | Alkbottle        |
| Parkway Drive   | Bauchklang                       | Alkbottle        |
| Amon Amarth     | Stereophonics                    | Alkbottle        |
| Him             | Gentleman                        | Alkbottle        |
| Kiss            | Deichkind                        | Alkbottle        |
| Kiss            | Hans Söllner and Bayaman Sissdem | Alkbottle        |

| Blue Stage           | Red Stage                   | Red Bull Stage    |
| -------------------- | --------------------------- | ----------------- |
| Fidlar               | Wendi's Böhmische Blasmusik | Give Em Blood     |
| Johnossi             | The Sword                   | Devastating Enemy |
| Passenger            | Caliban                     | Defrage           |
| Steven WIlson        | Dir En Grey                 | Emil Bulls        |
| Coheed & Cambria     | Asking Alexandria           | Emil Bulls        |
| Paramore             | Papa Roach                  | Emil Bulls        |
| Biffy Clyro          | Bullet for my Valentine     | Emil Bulls        |
| Sportfreunde Stiller | Korn                        | Emil Bulls        |
| Kings of Leon        | Vobeat                      | Emil Bulls        |

#### 2014

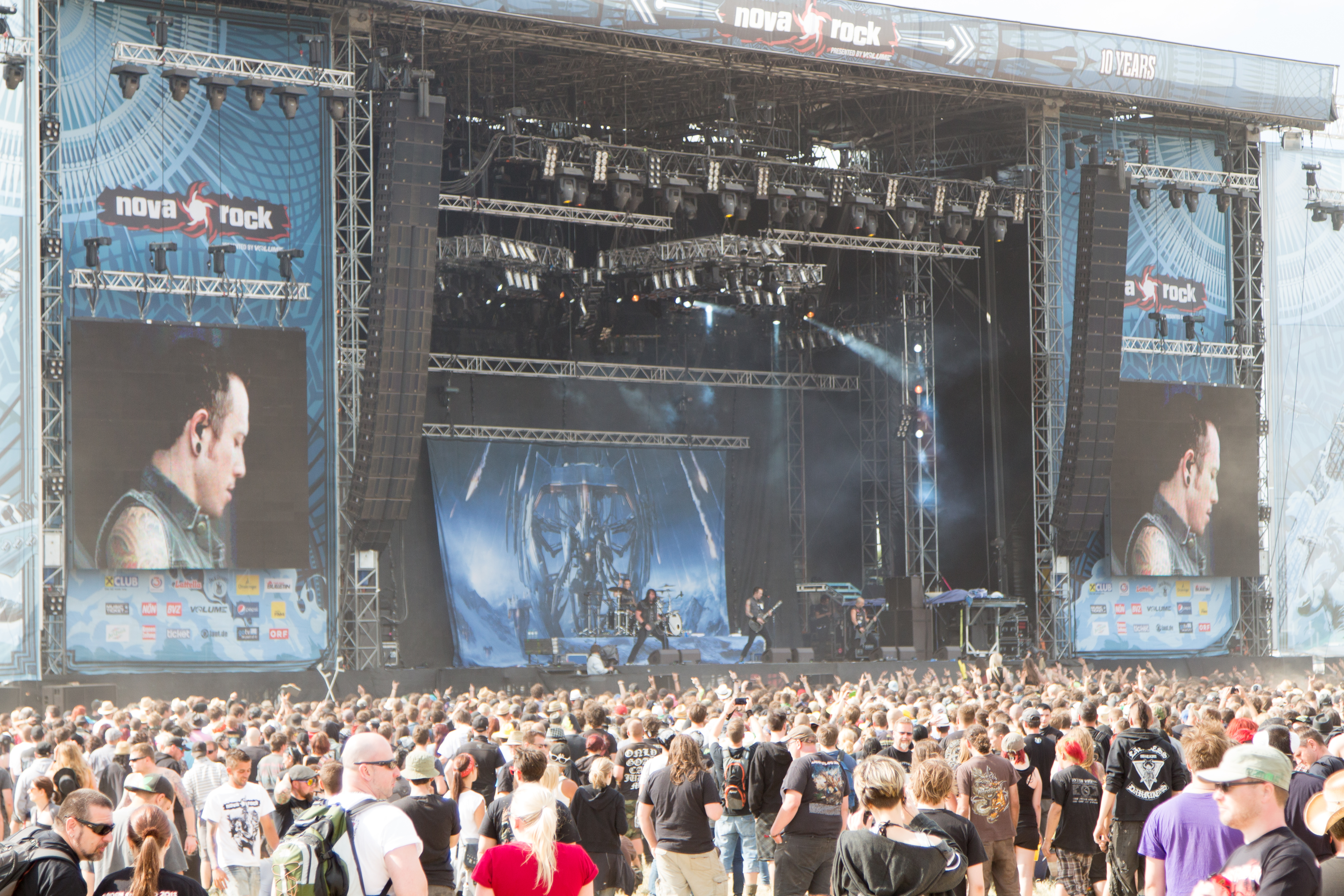
Concert de Trivium à Nova Rock 2014

Programmation :
| Blue Stage     | Red Stage            | Red Bull Stage   |
| -------------- | -------------------- | ---------------- |
| Panteón Rococó | Buckberry            | Silent Grey      |
| Crazy Town     | Sepultura            | Sharron Levy     |
| The Used       | Bring me the Horizon | Birth of Joy     |
| Irie Revoltes  | Phil Anselmo         | Reignwolf        |
| Seether        | Blackstone Cherry    | Gerard           |
| Casper         | Slayer               | Memphis May Fire |
| Limp Bizkit    | Vobeat               | Skillet          |
| The Prodigy    | Vobeat               | Skillet          |

| Blue Stage       | Red Stage        | Red Bull Stage       |
| ---------------- | ---------------- | -------------------- |
| Emergency Gate   | My first Band    | Cursed by the Fallen |
| Epica            | K.I.Z            | Tuxedo               |
| Ghost            | Samy Deluxe      | Metalcamp Winner     |
| Trivium          | Mono & Nikitaman | STU Larsen           |
| Anthrax          | Awolnation       | The Graveltones      |
| Amon Amarth      | Sunrise Avenue   | Blitz Kids           |
| Iron Maiden      | Mando Diao       | The Badpiper         |
| David Hasselhoff | Seed             | The Badpiper         |

| Blue Stage          | Red Stage                  | Red Bull Stage     |
| ------------------- | -------------------------- | ------------------ |
| Miss May I          | Wendy's Bömische Blasmusik | Dreaded Downfall   |
| Arch Enemy          | Uncle Acid                 | Against our Burial |
| Walking Papers      | Karnivool                  | Powerman 5000      |
| Black Label Society | Ed Kowalczyk               | Huntress           |
| Rob Zombie          | Bad Religion               | Battlecross        |
| Avenged Sevenfold   | Dropkick Murphys           | Kaiser Franz Josef |
| Black Sabbath       | Fettes Brot                | Crowbar            |
| Black Sabbath       | The Offspring              | Crowbar            |
| Black Sabbath       | Soundgarden                | Crowbar            |

#### 2015

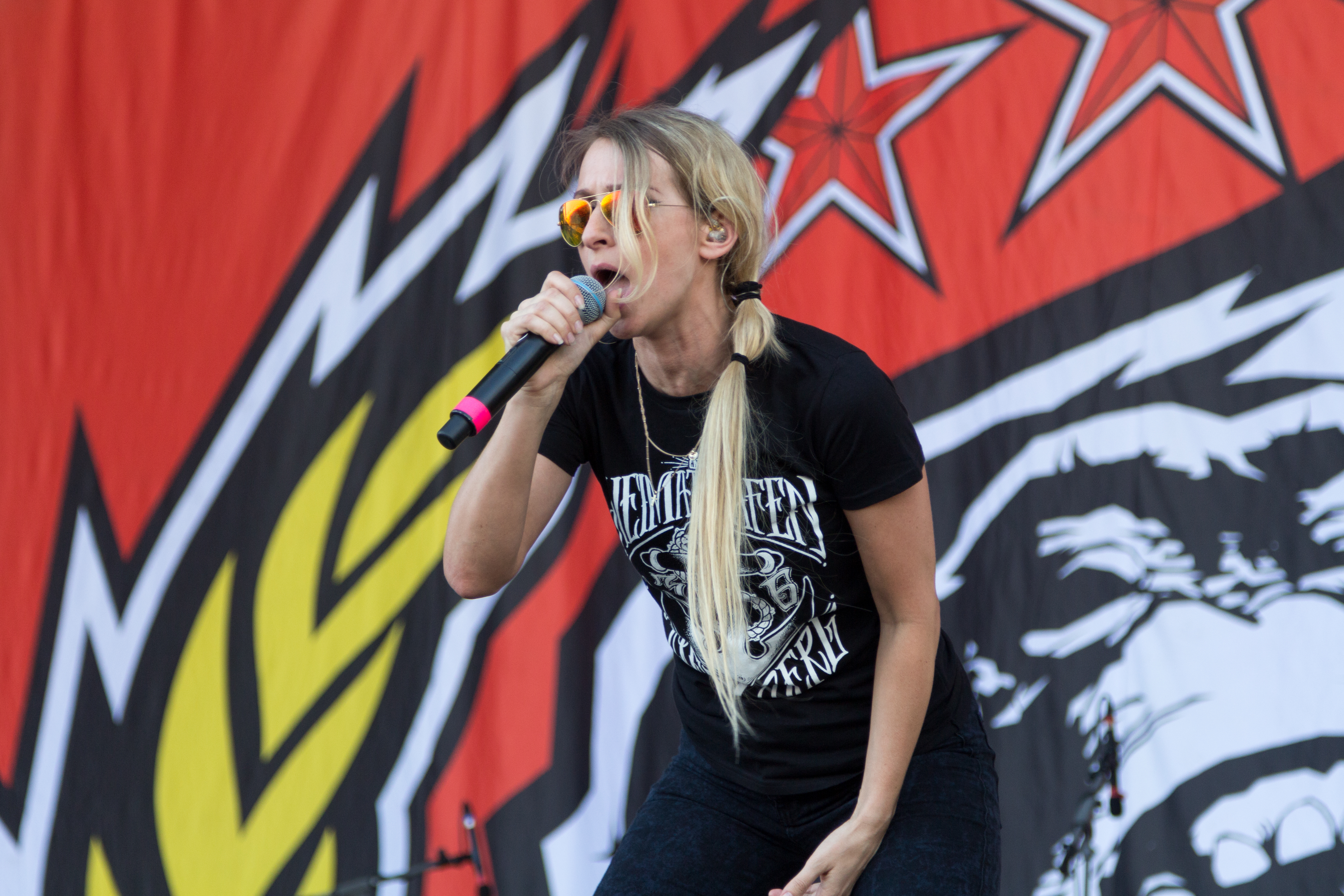
Sandra Nasić, chanteuse de Guano Apes, Nova Rock Festival 2015

Programmation :
| Blue Stage    | Blue Stage                   | Red Stage     | Red Stage              |               |               |
| ------------- | ---------------------------- | ------------- | ---------------------- | ------------- | ------------- |
| 13h00 - 13h35 | Voting Band                  | 12h50 - 13h20 | TBA                    | 14h00 - 14h30 | Voting        |
| 14h00 - 14h45 | Deathstars                   | 13h40 - 14h20 | Feine Sahne Fischfilet | 15h00 - 15h30 | Voting        |
| 15h10 - 16h00 | Life of Agony                | 14h40 - 15h25 | Backyard Babies        | 16h00 - 16h40 | Drescher      |
| 16h30 - 17h20 | Godsmack                     | 15h50 - 16h35 | All Time Low           | 17h10 - 17h50 | Friska Viljor |
| 17h50 - 18h45 | Parkway Drive                | 17h05 - 17h50 | Yellowcard             | 18h20 - 19h10 | Code Orange   |
| 19h15 - 20h10 | Mastodon                     | 18h20 - 19h20 | Guano Apes             | 19h40 - 20h30 | Mambo Kurt    |
| 20h40 - 21h45 | Lamb of God                  | 19h50 - 20h55 | Eagles of Death Metal  | 21h00 - 22h20 | Lagwagon      |
| 22h25 - 23h55 | Mötley Crüe                  | 21h25 - 22h35 | Rise Against           | 21h00 - 22h20 | Lagwagon      |
| 00h30 - 01h30 | Late Night Special : Scooter | 23h05 - 00h30 | Beatsteaks             | 21h00 - 22h20 | Lagwagon      |

| Blue Stage    | Blue Stage                           | Red Stage     | Red Stage         |               |           |
| ------------- | ------------------------------------ | ------------- | ----------------- | ------------- | --------- |
| 13h00 - 13h30 | Turbobier                            | 13h30 - 14h00 | The Answer        | 14h00 - 14h30 | Voting    |
| 13h50 - 14h25 | Blue Pills                           | 14h30 - 14h55 | Callejon          | 15h00 - 15h30 | Voting    |
| 14h45 - 15h25 | L7                                   | 15h20 - 16h05 | Asking Alexandria | 16h00 - 16h40 | Milk +    |
| 15h50 - 16h40 | Frank Turner                         | 16h30 - 17h30 | Epica             | 17h10 - 17h50 | Betontod  |
| 17h10 - 180h5 | Rea Garvey                           | 18h00 - 19h05 | In Extremo        | 18h30 - 19h10 | Heisskalt |
| 18h35 - 19h35 | Kraftklub                            | 19h35 - 20h50 | Papa Roach        | 19h40 - 20h30 | Rakede    |
| 20h05 - 21h20 | Die Fantastichen Vier                | 21h20 - 22h40 | In Flames         | 21h00 - 22h20 | Sölstafir |
| 22h00 - 00h00 | Die Toten Hosen                      | 23h20 - 00h50 | Nightwish         | 21h00 - 22h20 | Sölstafir |
| 00h30 - 01h30 | Late Night Special : Wolfgang Ambros | 23h20 - 00h50 | Nightwish         | 21h00 - 22h20 | Sölstafir |

| Blue Stage    | Blue Stage              | Red Stage     | Red Stage                |               |                   |
| ------------- | ----------------------- | ------------- | ------------------------ | ------------- | ----------------- |
| 13h35 - 14h05 | Beyond the Black        | 11h30 - 12h10 |                          | 14h00 - 14h30 | Voting            |
| 14h20 - 15h00 | Powerwolf               | 12h20 - 13h10 | Alkbottle                | 15h00 - 15h30 | Voting            |
| 15h25 - 16h10 | Eluveitie               | 13h35 - 14h15 | Moop Mama                | 16h00 - 16h40 | Metalchamp Winner |
| 16h35 - 17h25 | All that Remains        | 14h40 - 15h25 | Fiva                     | 17h10 - 17h50 | All Faces Down    |
| 17h50 - 18h40 | Hollywood Undead        | 15h50 - 16h40 | Jennifer Rostock         | 18h30 - 19h10 | Antilopen Gang    |
| 19h10 - 20h10 | Five Finger Death Punch | 17h05 - 18h05 | Madsen                   | 19h40 - 20h30 | Northlane         |
| 20h40 - 21h50 | Motörhead               | 18h35 - 19h40 | The Gaslight Anthem      | 21h00 - 22h20 | Orchid            |
| 22h30 - 00h00 | Slipknot                | 20h10 - 21h25 | Farin Urlaub Racing Team | 21h00 - 22h20 | Orchid            |
| 22h30 - 00h00 | Slipknot                | 22h05 - 23h35 | Deichkind                | 21h00 - 22h20 | Orchid            |

#### 2016
Programmation :
jeudi 9 juin :  

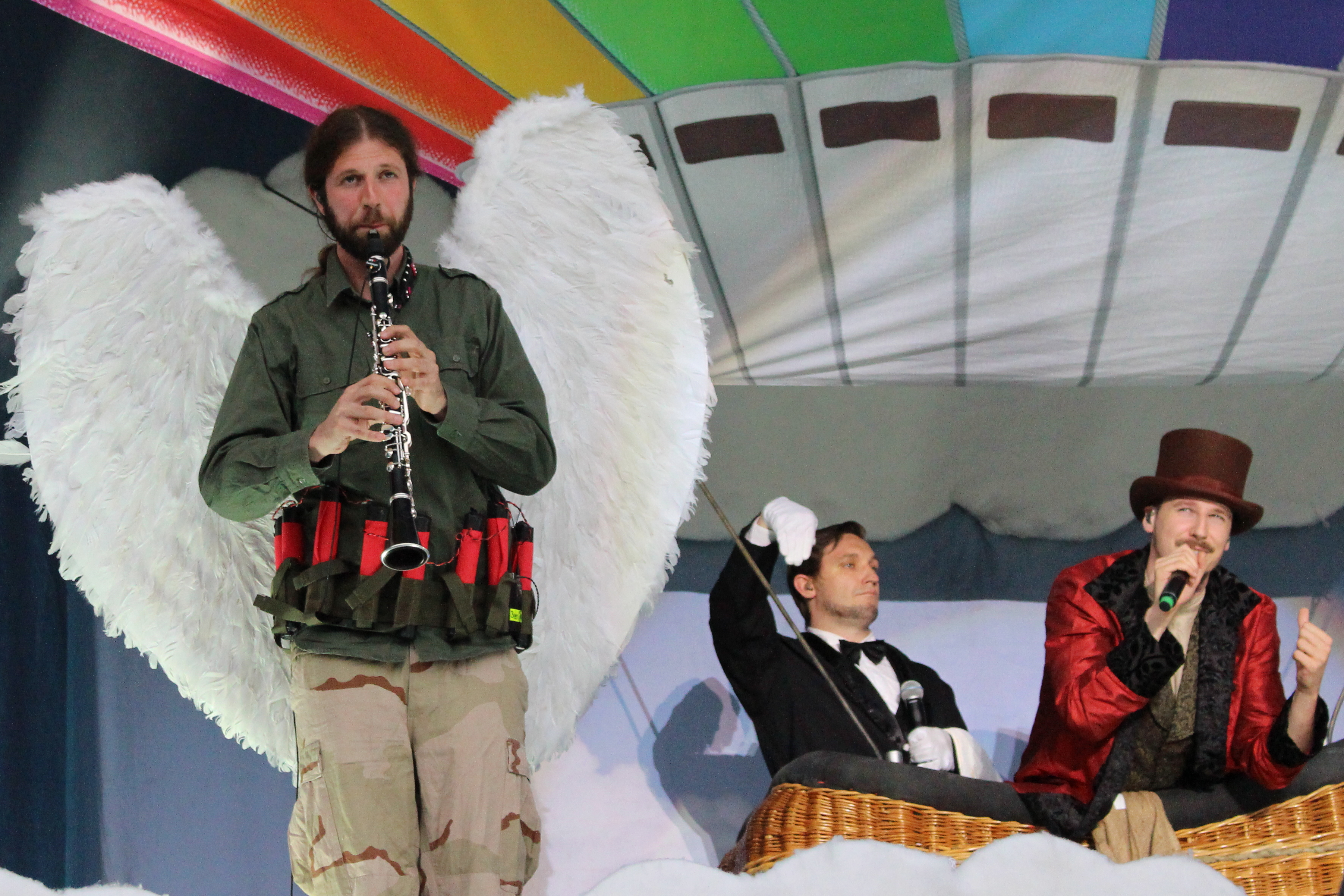
Alligatoah, Nova Rock Festival 2016

- Korn, Billy Talent, Puscifer, Amon Amarth, Breaking Benjamin, Skillet, A Caustic Fate

vendredi 10 juin :
- Disturbed, Wanda, The Offspring, Bullet for my Valentine, Garbage, Editors, Trivium, Children of Bodom, Labrassbanda, Skindred, Vintage Trouble, Tesseract, Atreyu, White Miles, Bones, Bloodsucking Zombies from Outer Space

samedi 11 juin :
- Volbeat, Cypress Hill, Seiler & Speer, Alice Cooper, Alligatoah, Dropkick Murphys, Tom Odell, August Burns Red, Steve'N'Seagulls, Periphery, Caliban, Zebrahead, Krautscädl, Slaves, Atila, Viech

dimanche 12 juin :
- Red Hot Chili Peppers, Twisted Sister, Deftones, K.I.Z, NOFX, Heaven Shall Burn, Killswitch Engage, We came as Romans, Mono & Nikitaman, Behemoth, Gary Clark Jr., Graham Candy, The Amity Affliction, Drescher, The Struts

#### 2017

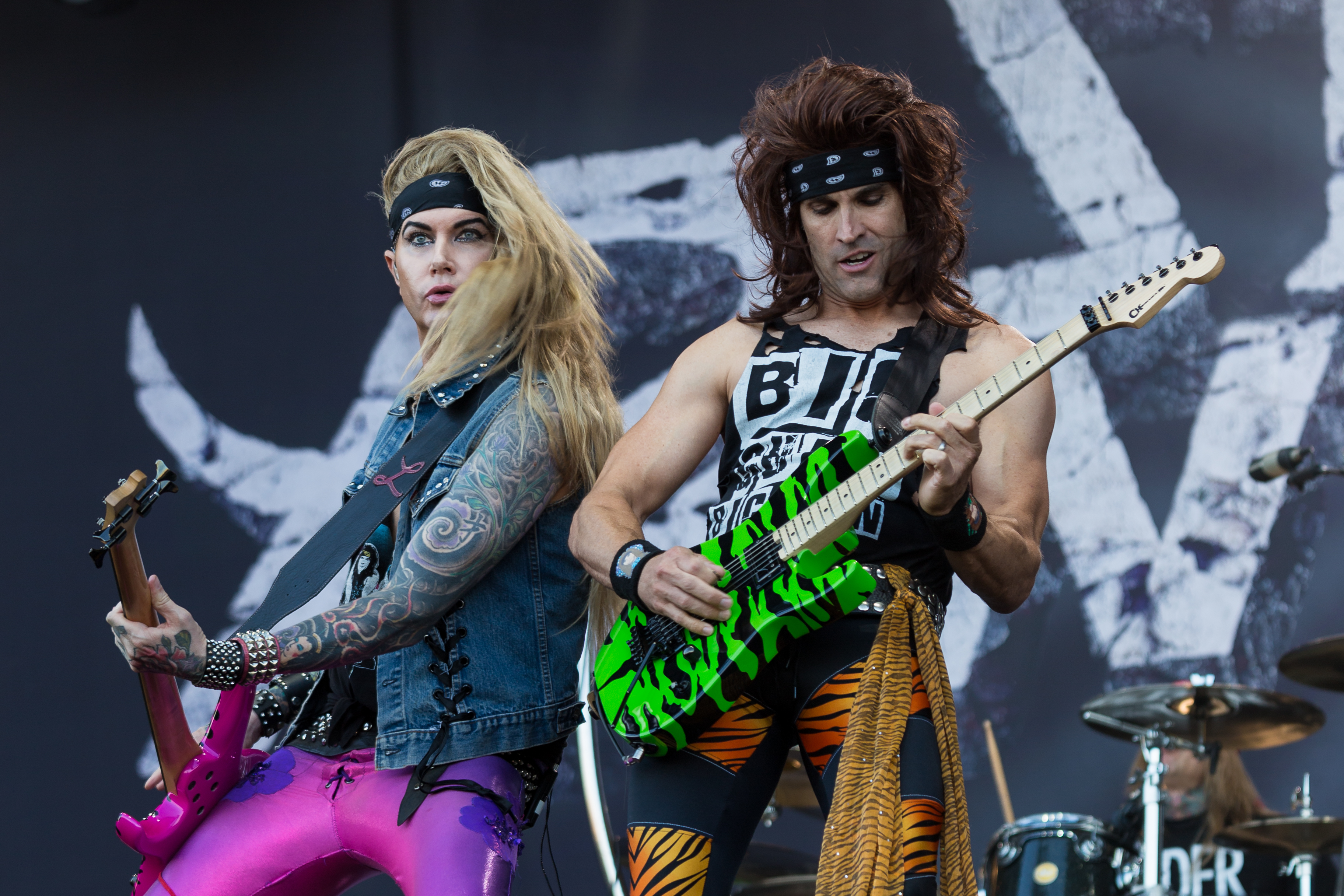
Lexxi Foxx et Satchel de Steel Panther, Nova Rock Festival 2017

Programmation :
| Blue Stage    | Blue Stage                   |
| ------------- | ---------------------------- |
| 16h30 - 17h00 | Like a Storm                 |
| 17h20 - 18h00 | La Pegatina                  |
| 18h25 - 19h10 | Airbourne                    |
| 19h40 - 20h40 | Steel Panther                |
| 21h10 - 22h15 | Five Finger Death Punch      |
| 22h55 - 00h40 | Linkin Park                  |
| 01h10 - 02h40 | Fatboy Slim "Late Night Act" |

| Blue Stage    | Blue Stage                  | Red Stage     | Red Stage                 |
| ------------- | --------------------------- | ------------- | ------------------------- |
| 14h15 - 14h45 | Shame                       | 14h00 - 14h30 | Avatar                    |
| 15h05 - 15h45 | Suicidal Tendencies         | 14h50 - 15h30 | Devildriver               |
| 16h10 - 16h55 | Danko Jones                 | 15h50 - 16h35 | The Dillinger Escape Plan |
| 17h20 - 18h20 | Me First & The Gimme Gimmes | 17h00 - 17h50 | Architects                |
| 18h50 - 20h00 | Alter Bridge                | 18h20 - 19h10 | Gojira                    |
| 20h30 - 21h40 | Good Charlotte              | 19h40 - 20h40 | Mastodon                  |
| 22h10 - 23h25 | Pendulum Live               | 21h10 - 22h10 | A Day to Remember         |
| 23h55 - 01h25 | Blink-182                   | 22h40 - 23h55 | In Flames                 |
| 23h55 - 01h25 | Blink-182                   | 00h25 - 01h50 | Slayer                    |

| Blue Stage    | Blue Stage           | Red Stage     | Red Stage         |
| ------------- | -------------------- | ------------- | ----------------- |
| 14h15 - 14h45 | Code Orange          | 14h15 - 14h45 | Tscheberwooky     |
| 15h05 - 15h45 | Four Year Strong     | 15h05 - 15h45 | Alex Vargas       |
| 16h10 - 16h55 | Sleeping with Sirens | 16h10 - 16h55 | Jamaram           |
| 17h20 - 18h10 | Pierce the Evil      | 17h20 - 18h20 | Dawa              |
| 18h40 - 19h30 | Of Mice & Men        | 18h50 - 19h55 | SSIO              |
| 20h00 - 21h05 | Kreator              | 20h25 - 21h30 | I87 Strassenbande |
| 21h35 - 23h00 | Prophets of Rage     | 22h00 - 23h10 | Knife Party       |
| 23h35 - 01h05 | System of a Down     | 23h40 - 01h10 | Beginner          |

| Blue Stage    | Blue Stage             | Red Stage     | Red Stage                 |
| ------------- | ---------------------- | ------------- | ------------------------- |
| 13h05 - 13h30 | Dead!                  | 13h00 - 13h50 | Wendi's Blasmusik         |
| 13h50 - 14h30 | Feine Sahne Fischfilet | 14h20 - 15h00 | Black Inhale              |
| 14h50 - 15h50 | Rag'N'Bone Man         | 15h20 - 16h10 | Eskimo Callboy            |
| 16h10 - 16h55 | Machine Gun Kelly      | 16h35 - 17h25 | Suicide Silence           |
| 17h15 - 18h00 | Simple Plan            | 17h50 - 18h45 | Black Star Riders         |
| 18h30 - 19h30 | Broilers               | 19h10 - 20h15 | Epica                     |
| 20h00 - 21h05 | Rancid                 | 20h45 - 22h00 | Hatebreed                 |
| 21h45 - 00h15 | Green Day              | 22h30 - 00h00 | Sabaton                   |
| 21h45 - 00h15 | Green Day              | 00h30 - 01h30 | The Hoff "Late Night Act" |

#### 2018
Programmation :
| Blue Stage    | Blue Stage         | Red Stage     | Red Stage         |
| ------------- | ------------------ | ------------- | ----------------- |
| 14h00 - 14h25 | All Them Witches   | 14h00 - 14h30 | Starcrawler       |
| 14h45 - 15h25 | Black Stone Cherry | 14h50 - 15h35 | Shinedown         |
| 15h50 - 16h35 | Dead Cross         | 15h55 - 16h45 | Meshuggan         |
| 17h00 - 17h50 | Hollywood Undead   | 17h10 - 18h00 | Asking Alexandria |
| 18h20 - 19h25 | Stone Sour         | 18h30 - 19h30 | Skillet           |
| 19h55 - 21h00 | Kraftclub          | 20h00 - 21h10 | Megadeth          |
| 21h35 - 22h55 | Seiler & Speer     | 21h40 - 23h10 | Parkway Drive     |
| 23h30 - 01h00 | Marilyn Manson     | 21h40 - 23h10 | Parkway Drive     |

| Blue Stage    | Blue Stage              | Red Stage     | Red Stage    |
| ------------- | ----------------------- | ------------- | ------------ |
| 14h00 - 14h25 | Beast in Black          | 14h00 - 14h30 | The Struts   |
| 14h45 - 15h25 | Nothing but Thieves     | 14h50 - 15h30 | Krautschädl  |
| 15h45 - 16h30 | Eisbrecher              | 15h50 - 16h40 | Anti-Flag    |
| 16h55 - 17h45 | Life of Agony           | 17h05 - 18h05 | Mad Caddies  |
| 18h15 - 19h15 | Arch Enemy              | 18h35 - 19h40 | OK Kid       |
| 19h45 - 20h50 | Jonathan Davis          | 20h10 - 21h15 | Bad Religion |
| 21h20 - 22h30 | Rise Against            | 21h45 - 22h55 | Gentleman    |
| 23h00 - 00h25 | Avenged Sevenfold       | 23h25 - 00h50 | The Prodigy  |
| 00h50 - 02h00 | Otto & Die Friesenjungs | 23h25 - 00h50 | The Prodigy  |

| Blue Stage    | Blue Stage              | Red Stage     | Red Stage                          |
| ------------- | ----------------------- | ------------- | ---------------------------------- |
| 14h00 - 14h25 | Lionheart               | 14h00 - 14h25 | Giant Anteater                     |
| 14h45 - 15h25 | Stick to your guns      | 14h45 - 15h20 | Donots                             |
| 15h50 - 16h30 | Turbobier               | 15h45 - 16h35 | The Last Internationale            |
| 16h55 - 17h40 | Baroness                | 17h00 - 17h50 | La Brassbanda                      |
| 18h10 - 19h10 | Body Count Ft Ice T     | 18h15 - 19h05 | Dame                               |
| 19h40 - 20h45 | Bullet for my Valentine | 19h35 - 20h35 | Brian Fallon & The Howling Weather |
| 21h15 - 22h25 | Limp Bizkit             | 21h05 - 22h15 | Wizo                               |
| 23h00 - 00h30 | Volbeat                 | 22h40 - 23h55 | Faithless DJ Set                   |
| 23h00 - 00h30 | Volbeat                 | 00h30 - 02h00 | Billy Idol                         |

| Blue Stage    | Blue Stage        | Red Stage     | Red Stage                   |
| ------------- | ----------------- | ------------- | --------------------------- |
| 18h30 - 19h00 | The Raven Age     | 11h45 - 12h35 | Wendi's Böhmische Blasmusik |
| 19h25 - 20h25 | Killswitch Engage | 13h05 - 13h50 | Less Than Jake              |
| 21h00 - 23h00 | Iron Maiden       | 14h15 - 15h10 | Enter Shikari               |
| 21h00 - 23h00 | Iron Maiden       | 15h35 - 16h45 | Passenger                   |
| 21h00 - 23h00 | Iron Maiden       | 17h15 - 18h30 | Billy Talent                |
| 21h00 - 23h00 | Iron Maiden       | 19h00 - 20h30 | Sunrise Avenue              |
| 21h00 - 23h00 | Iron Maiden       | 21h00 - 22h10 | The Bloody Beetroots        |

#### 2019
Programmation :
| Blue Stage    | Blue Stage       | Red Stage     | Red Stage        | RBM           | RBM                  |
| ------------- | ---------------- | ------------- | ---------------- | ------------- | -------------------- |
| 14h00 - 14h25 | Amaranthe        | 14h00 - 14h30 | Waving the Guns  | 14h15 - 14h15 | Coperinquo           |
| 14h45 - 15h20 | I Prevail        | 14h50 - 15h30 | Luciano          | 15h15 - 15h45 | Anchorage            |
| 15h45 - 16h35 | Three Days Grace | 15h50 - 16h35 | Folkshlife       | 16h15 - 16h55 | Valeras              |
| 17h00 - 17h50 | Godsmack         | 17h00 - 17h50 | Pussy Riot       | 17h25 - 18h05 | Palaye Royale        |
| 18h20 - 19h20 | Lamb of God      | 18h15 - 19h25 | Mono & Nikitaman | 18h35 - 19h25 | As it is             |
| 19h50 - 21h00 | Amon AMarth      | 19h55 - 21h10 | Ska-P            | 19h55 - 20h45 | Ferris MC            |
| 21h30 - 23h00 | Slipknot         | 21h40 - 23h00 | Sum 41           | 21h15 - 22h25 | The Amity Affliction |
| 23h45 - 01h00 | Sabaton          | 23h20 - 01h00 | Pendulum DJ-Set  | 21h15 - 22h25 | The Amity Affliction |

| Blue Stage    | Blue Stage                 | Red Stage     | Red Stage                       | RBM           | RBM               |
| ------------- | -------------------------- | ------------- | ------------------------------- | ------------- | ----------------- |
| 14h00 - 14h25 | Our Last Night             | 14h00 - 14h30 | Schmutzki                       | 14h15 - 14h45 | Nothing, Nowhere. |
| 14h45 - 15h25 | Uncle Acid & The Deadbeats | 14h50 - 15h30 | Starset                         | 15h15 - 15h45 | TBC               |
| 15h45 - 16h30 | Mother's Cake              | 15h50 - 16h40 | Tesseract                       | 16h15 - 16h55 | Like a Storm      |
| 16h55 - 17h40 | New Model Army             | 17h05 - 18h05 | Beatooth                        | 17h25 - 18h05 | Fever 333         |
| 18h05 - 19h05 | Idles                      | 18h35 - 19h40 | Behemoth                        | 18h35 - 19h25 | Crystal Lake      |
| 19h35 - 20h45 | Dropkick Murphys           | 20h10 - 21h15 | Trivium                         | 19h55 - 20h45 | Haze              |
| 21h15 - 22h30 | The Smashing Pumpkins      | 21h45 - 22h55 | Anthrax                         | 21h15 - 22h25 | Puddle of Mudd    |
| 23h10 - 01h25 | The Cure                   | 23h25 - 01h15 | Slayer                          | 21h15 - 22h25 | Puddle of Mudd    |
| 23h10 - 01h25 | The Cure                   | 01h45 - 02h30 | Frog Leap feat. Leo Moracchioli | 21h15 - 22h25 | Puddle of Mudd    |

| Blue Stage    | Blue Stage             | Red Stage     | Red Stage            | RBM           | RBM                  |
| ------------- | ---------------------- | ------------- | -------------------- | ------------- | -------------------- |
| 14h00 - 14h25 | Badflower              | 14h00 - 14h25 | To the Rats & Wolves | 14h15 - 14h45 | Planet Music Act TBC |
| 14h45 - 15h25 | Reel Big Fish          | 14h45 - 15h20 | Seek & Destroy       | 15h15 - 15h45 | Nova Twins           |
| 15h50 - 16h30 | Millencolin            | 15h45 - 16h35 | Beyond the Black     | 16h15 - 16h55 | Inglorious           |
| 16h55 - 17h45 | Feine Sahne Fischfilet | 17h00 - 17h55 | J.B.O.               | 17h25 - 18h05 | Infected Rain        |
| 18h10 - 19h10 | Rin                    | 18h20 - 19h20 | Children of Bodom    | 18h35 - 19h25 | All Facts Down       |
| 19h40 - 20h45 | Papa Roach             | 19h50 - 20h55 | Powerwolf            | 19h55 - 20h45 | Welshly Arms         |
| 21h15 - 22h30 | Bonez MC & RAF Camora  | 21h25 - 22h40 | In Extremo           | 21h15 - 22h25 | While She Sleeps     |
| 23h10 - 01h10 | Die Toten Hosen        | 23h10 - 00h30 | In Flames            | 21h15 - 22h25 | While She Sleeps     |
| 23h10 - 01h10 | Die Toten Hosen        | 01h00 - 02h30 | Paul Kalkbrenner     | 21h15 - 22h25 | While She Sleeps     |

| Blue Stage    | Blue Stage                  | Red Stage     | Red Stage                   |
| ------------- | --------------------------- | ------------- | --------------------------- |
| 14h00 - 14h30 | Cari Cari                   | 11h15 - 12h05 | Wendi's Böhmische Blasmusik |
| 14h55 - 15h40 | Antilopen Gang              | 12h25 - 13h10 | Kontrust                    |
| 16h05 - 17h05 | Me first & The Gimme Gimmes | 13h35 - 14h25 | Bad Wolves                  |
| 17h35 - 18h45 | Wolfmother                  | 14h50 - 15h50 | Testament                   |
| 19h15 - 20h30 | Slash Feat. Myles Kennedy   | 16h20 - 17h30 | Ministry                    |
| 21h00 - 23h15 | Die Ärtze                   | 18h00 - 19h20 | Rob Zombie                  |
| 21h00 - 23h15 | Die Ärtze                   | 19h50 - 21h00 | Within Temptation           |

### Années 2020

#### 2020
L'édition a été annulée à cause de la pandémie de Covid-19.

#### 2022
Programmation :
jeudi 9 juin :
- Muse, Rise Against, Bullet for my Valentine, Evanescence, Steel Panther, Turbobier, Bush, Haddaway & Dr. Alban, Black Veil Brides, Don Broco, Code Orange, Gloryhammer, Kennywhoopla, Fire from the Gods, Grandson, Blues Pills, Cemetery Sun, Silverstein, Deez Nuts, Creeper, Hot Milk, Coffeeshock Company, Reverend Bacflash, Daze Affect

vendredi 10 juin :
- Placebo, Kraftclub, Bring me the Horizon, Korn, Måneskin, Sportfreunde Stiller, Skillet, The Pretty Reckless, Heilung, While She Sleeps, Epica, Black Inhale, Battle Beast, Hinds, The Last Internationale, King Nun, Igel vs. Shark, Dog Eat Dog, Being As an Ocean, Stone Broken, Engst, Ego Kill Talent, Last Band Standing, Kill the Lycan

samedi 11 juin :
- Volbeat, Seiler & Speer, Deichkind, The Offspring, Dame, Bad Religion, Jinjer, Electric Callboy, Mando Diao, Mono & Nikitaman, Querbeat, Alle Achtung, Boston Manor, Waving the Guns, Liedfett, Monokay, Lagwagon, Stick to your Guns, Any Given Day, The Score, Please Madame, The Blamphins, Elephant Planet

dimanche 12 juin :
- Five Finger Death Punch, Billy Talent, In Flames, Alligatoah, Wizo, Airbourne, Trettmann, The Distillers, Eluveitie, Finch, Green, Devin Townsend, Fäaschtbänkler, Imminence, Mal élevé, The Weight, Wendi's Böhmische Blasmusik, Minisex, Bloodsucking Zombies from Outer Space, Skolka, Leo Aberer & Band, Autumn Bride, ;AlexAttack

#### 2023
mercredi 7 juin : 
- Slipknot, Disturbed, Rin, Ska-P, Marteria, Within Temptation, In extremo, The Hu, Simple Plan, Asking Alexandria, J.B.O., You me at Six, Lorna Shore, Pup, Vended, Pöbel MC

jeudi 8 juin : 
- The Prodigy, Tenacious D, Parkway Drive, Yungblud, Sum 41, Powerwolf, Three Days Grace, Meshuggah, Motionless in white, Fever 333, Funeral for a friend, Blind Channel, Yonaka, Takida, Thundermother, Autumn Bride

vendredi 9 juin : 
- Bilderbuch, Casper, Electric Callboy, Amon Amarth, Papa Roach, Scooter, Wolfmother, I Prevail, Feine Sahne Fischfilet, Thomas D & The KBCS, Avatar, Barns Courtney, Dirty Honey, Bloodywood, Bury Tomorrow, Lionheart, All Faces Down

samedi 10 juin : 
- Die Ärtze, Nightwish, Broilers, Incubus, Architects, W, Josh., Hollywood Undead, Arch Enemy, Nothing But Thieves, Falco Tribute, Skindred, Beyond the Black, Swiss & Die Andern, Nothing More, Lord of the Lost, Schmutzki, Wendi's Böhmische Blasmusik